# (11753) Geoffburbidge
(11753) Geoffburbidge ist ein Asteroid des Hauptgürtels, der am 24. September 1960 von dem niederländischen Astronomenehepaar Cornelis Johannes van Houten und Ingrid van Houten-Groeneveld entdeckt wurde. Die Entdeckung geschah im Rahmen des Palomar-Leiden-Surveys, bei dem von Tom Gehrels mit dem 120-cm-Oschin-Schmidt-Teleskop des Palomar-Observatoriums (IAU-Code 675) aufgenommene Feldplatten an der Universität Leiden durchmustert wurden.
Der Asteroid gehört zur Hygiea-Familie, einer eher älteren Gruppe von Asteroiden, wie vermutet wird, deren größtes Mitglied der Asteroid (10) Hygiea ist.
(11753) Geoffburbidge wurde am 6. März 2004 nach dem britisch-amerikanischen Astrophysiker Geoffrey Burbidge (1925–2010) benannt, der 1957 zusammen mit seiner Ehefrau Margaret Burbidge, William Alfred Fowler und Fred Hoyle die B2FH-Theorie zur Entstehung der leichten Elemente durch Kernfusion in Sternen (Nukleosynthese) verfasste.